# Barrios de Colina
Barrios de Colina – gmina w Hiszpanii, w prowincji Burgos, w Kastylii i León, o powierzchni 23,49 km². W 2011 roku gmina liczyła 57 mieszkańców.